# تشارلز ميريل
تشارلز ميريل (بالإنجليزية: Charles Merrill)‏ هو رائد أعمال وشخصية أعمال أمريكي، ولد في 3 يناير 1792 في Falmouth, Maine ‏ في الولايات المتحدة، وتوفي في 28 ديسمبر 1872 في ديترويت في الولايات المتحدة.